# 天主教喬盧特卡教區
天主教喬盧特卡教區（拉丁語：Dioecesis Cholutecensis）是洪都拉斯一個羅馬天主教教區，屬特古西加爾巴總教區。
喬盧特加自治監督區成立於1964年9月28日，1979年8月29日升為教區。
教區包括喬盧特卡省和山谷省，2006年有教友532,000人（佔轄區總人口86.6%）、十四個堂區、廿八名司鐸。現任教區主教為居伊·夏邦諾。